# Erdapfel

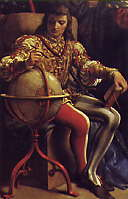
Martin Behaim y su Erdapfel.

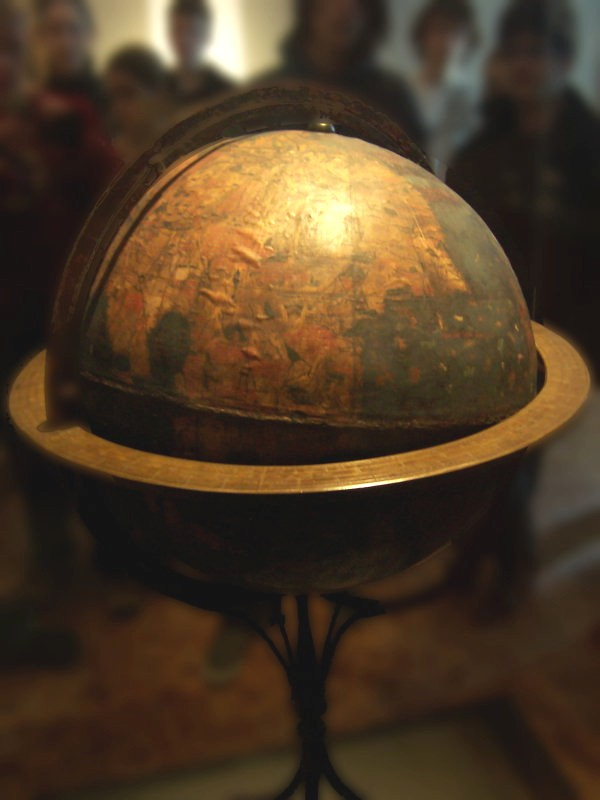
El Erdapfel de Behaim.

El Erdapfel (en alemán: «manzana de la Tierra»), fabricado por Martin Behaim en 1492, es el globo terráqueo más antiguo que se conserva. 

## Características
Está construido a base de una bola de lino laminada en dos mitades, reforzada con madera y cubierta por un mapa pintado por Georg Glockendon.
América no se incluye, pues Cristóbal Colón no volvió a España hasta marzo de 1493. El globo muestra un engrandecido continente Euroasiático y un océano vacío entre Europa y Asia. Se incluye la mítica Isla de San Brandán. Japón y las islas asiáticas son desproporcionadamente grandes. Entre las ilustraciones y el texto se hace referencia a aproximadamente 2000 topónimos, y presenta más de 200 símbolos cartográficos.
La idea de llamarle "manzana" puede estar relacionada con el Reichsapfel ("Manzana Imperial" o globus cruciger), también custodiadas en Núremberg, junto a Las joyas del Reich (Reichskleinodien).
Desde su creación hasta comienzos del siglo XVI, estuvo en una sala de recepción en el ayuntamiento de Núremberg. Posteriormente pasó a manos de la familia Behaim. En 1907 fue transferido al Museo Nacional Germano en Núremberg.

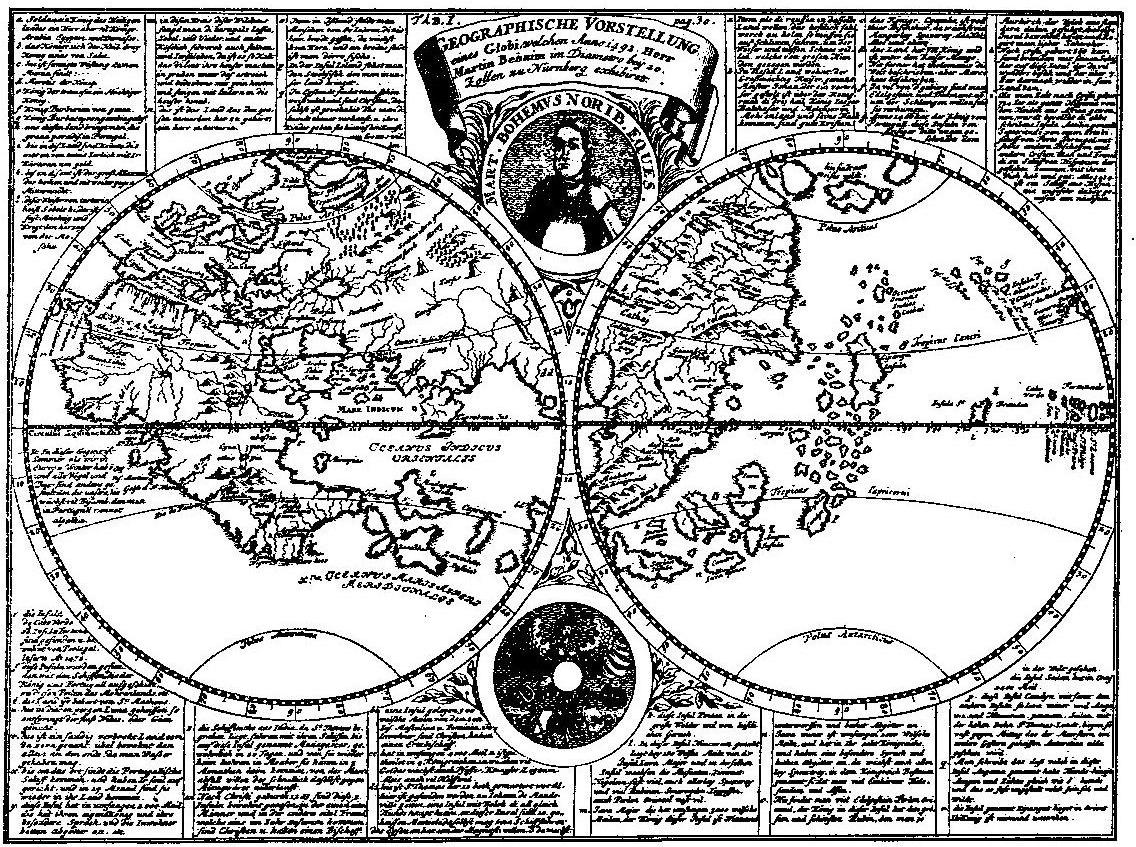
Proyección del Erdapfel de Behaim, 1492.

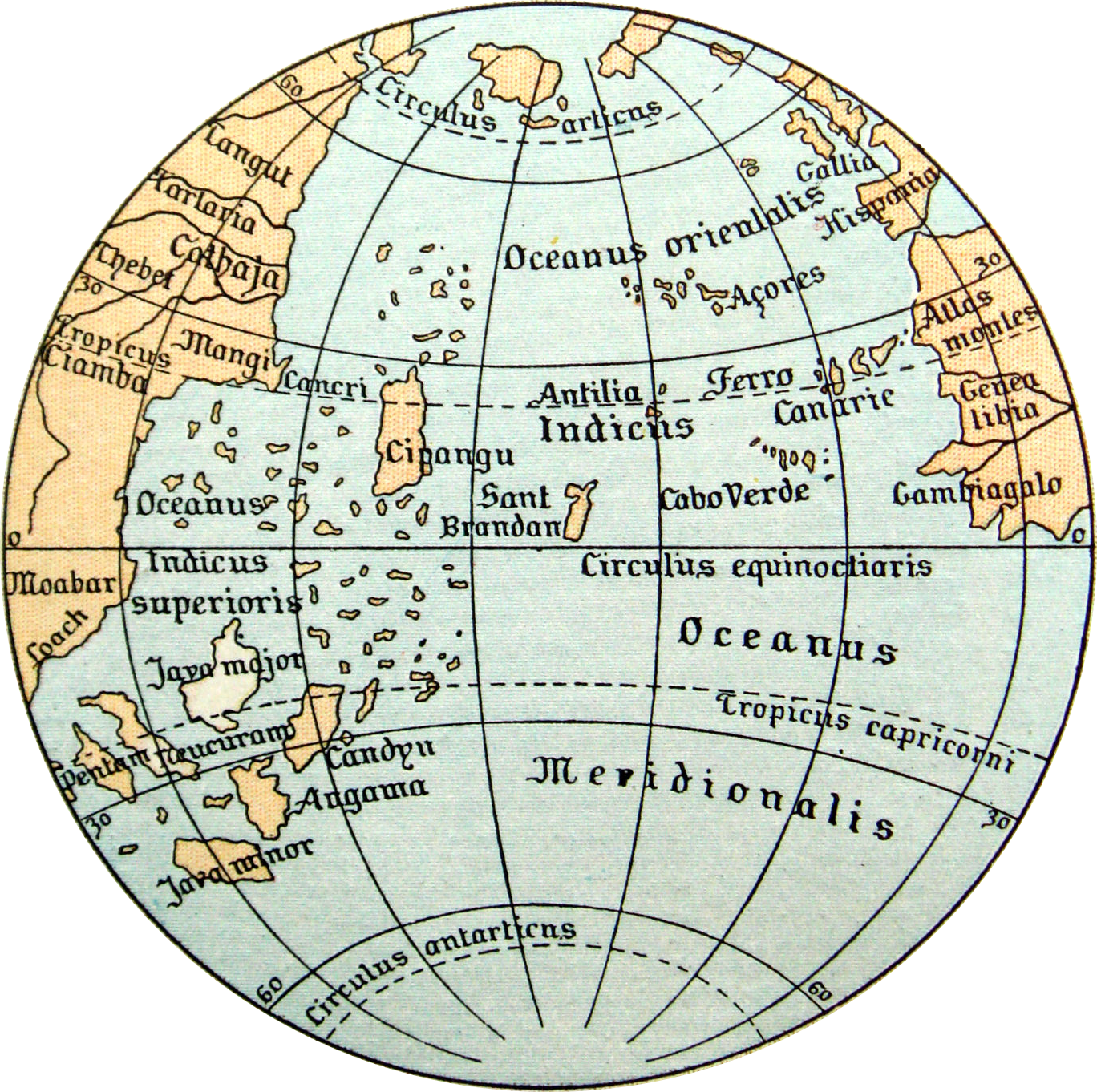
Área oceánica descrita en el globo de Martin Behaim.

## Reconocimientos
En mayo de 2023 fue inscrito en el Registro de la Memoria del Mundo de la Unesco. donde se lo reconoce como un «notable inventario de los conocimientos antiguos y estáticos de la geohistoria, al tiempo que da cuenta de la era moderna y de los nuevos medios destinados a promover un comercio mundial dinámico».